# Heavy Metal Kids
Heavy Metal Kids sind eine britische Rockband aus den 1970ern, die sich 2003 wieder neu gründete.

## Bandgeschichte

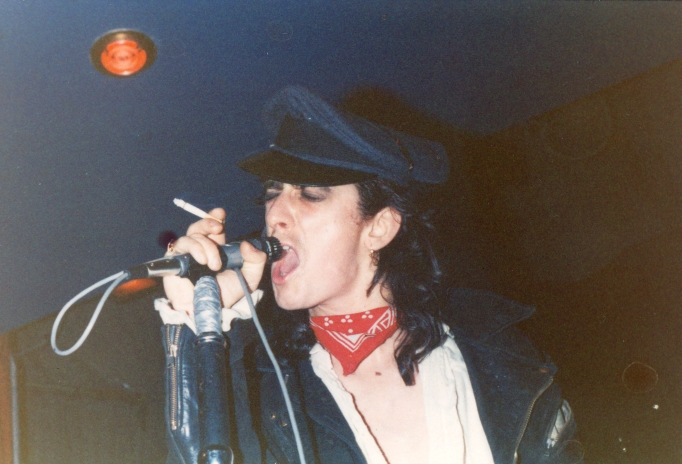
Gary Holton

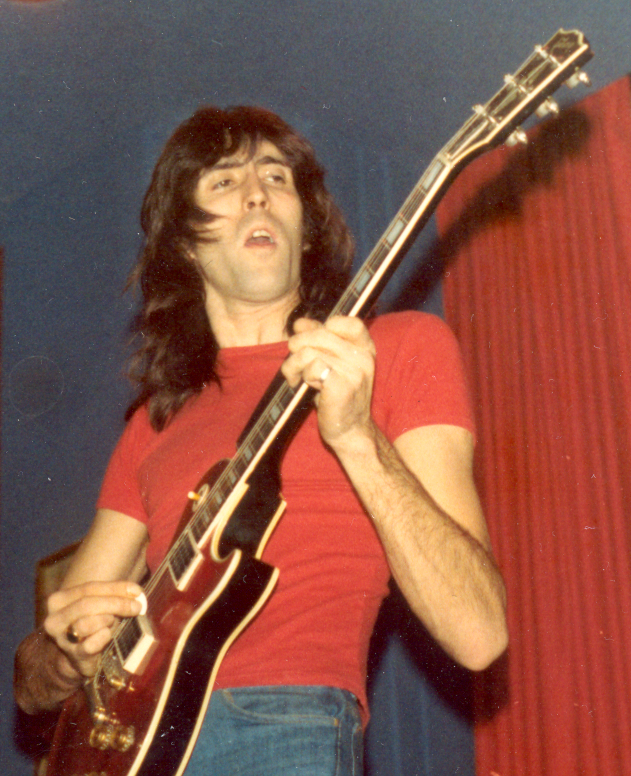
Mickey Waller

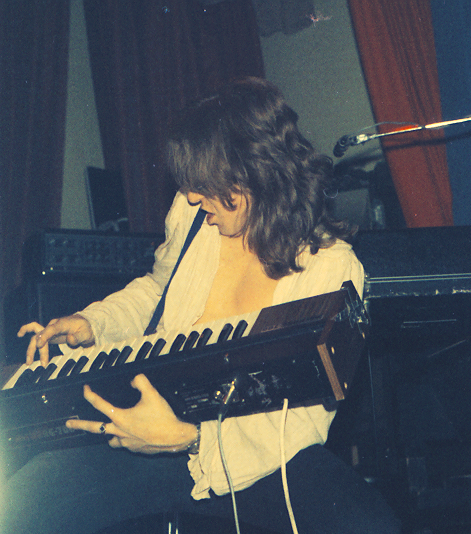
Danny Peyronel

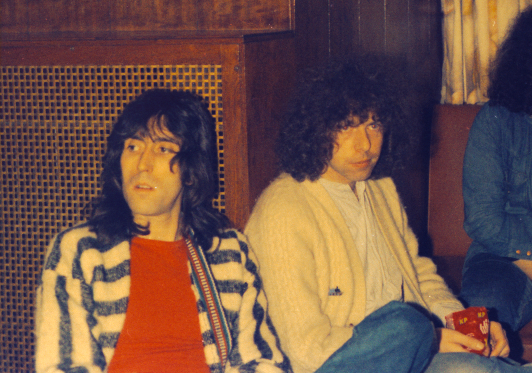
Mickey Waller und Ronnie Thomas

Die Band wurde 1973 von dem Theaterschauspieler und Sänger Gary Holton, Mickey Waller (Gitarre), Ronnie Thomas (Bass), Keith Boyce (Schlagzeug) und Danny Peyronel (Keyboard) in London gegründet. Gary Holton spielte vorher zwei Jahre im Musical Hair in London mit. Keith Boyce hatte vorher bereits mit Long John Baldry gespielt. Der Name „Heavy Metal Kids“ stammt aus einem Roman von William S. Burroughs und hat mit der Musikrichtung nichts zu tun. Die Heavy Metal Kids übernahmen keinen der Anfang der 1970er populären Stile, wie Glam Rock oder Progressive Rock, sondern spielten ursprüngliche Rockmusik mit Anleihen aus dem Blues und dem Rhythm and Blues.
Die Band wurde noch im gleichen Jahr von Dave Dee für Atlantic Records entdeckt und dort unter Vertrag genommen. 1974 erschien ihr selbstbetiteltes Debütalbum. Der Band gelang es einen Vertrag als Hausband des Londoner Clubs Speakeasy zu ergattern. Als Vorgruppe von Alice Cooper unter dem verkürzten Namen „The Kids“ unternahmen sie ihre erste US-Tour. Waller stieg kurz danach aus und wurde durch Cosmo ersetzt. Mit ihm wurde das Album Anvil Chorus aufgenommen. Nach exzessiven Tourneen (bis zu 300 Auftritte im Jahr) stiegen Cosmo und Peyronel, der sich UFO anschloss, aus, und wurden durch John Sinclair (Keyboard) und Barry Paul (Gitarre) ersetzt.
Am Ende des Jahres verloren sie zusätzlich ihren Plattenvertrag, konnten jedoch recht schnell auf Mickie Mosts RAK Records unterschreiben. Gary Holton fiel in dieser Zeit durch seine immer schlimmer werdenden Alkohol- und Drogenexzesse auf und musste die Band bis 1976 verlassen. Die Heavy Metal Kids versuchten alleine weiterzumachen, jedoch funktionierte dies nicht richtig. Zu den Aufnahmen des 1977er Werkes Kitsch kehrte Holton zurück. Die Single She’s No Angel kam als einziges Werk der Band in die Charts und die Gruppe durfte 1976 bei Top of the Pops auftreten. Ein halbes Jahr später löste sich die Band allerdings auf.
Gary Holton verstarb am 15. Oktober 1985 an einer Drogenüberdosis.
2003 gründete sich die Band wieder neu. Mit zwei neuen Mitgliedern spielten die übrig gebliebenen Mitglieder ein weiteres Album namens Hit the Right Button ein.

## Bedeutung
Heute wird die Band als ihrer Zeit weit voraus gewertet. Ihr Stil kann als Vorläufer des 77er Punkrocks angesehen werden. Mehrere Bands der 1970er und 1980er Jahre bezeichnen die Heavy Metal Kids als einen großen Einfluss, unter anderem The Damned und die mit ihnen 1976 tourenden The Adverts. In den 1980ern bezeichneten vor allem Hanoi Rocks die Band als Einfluss. Der als Stilmittel eingesetzte rotzige Cockney-Akzent von Holton gilt des Weiteren als Einfluss auf die erste Oi!-Welle, insbesondere für Cock Sparrer, sowie für die Britpop-Bands Oasis und Blur.

## Diskografie
- 1974: Heavy Metal Kids
- 1975: Anvil Chorus
- 1977: Kitsch
- 2003: Hit the Right Button